# Socalchemmis
Genre
Socalchemmis est un genre d'araignées aranéomorphes de la famille des Zoropsidae.

## Distribution
Les espèces de ce genre se rencontrent aux États-Unis en Californie et en Arizona et au Mexique en Basse-Californie,.

## Liste des espèces
Selon World Spider Catalog (version 17.0, 21/05/2016) :
- Socalchemmis arroyoseco Platnick & Ubick, 2007
- Socalchemmis bixleri Platnick & Ubick, 2001
- Socalchemmis cajalco Platnick & Ubick, 2001
- Socalchemmis catavina Platnick & Ubick, 2001
- Socalchemmis cruz Platnick & Ubick, 2001
- Socalchemmis dolichopus (Chamberlin, 1919)
- Socalchemmis gertschi Platnick & Ubick, 2001
- Socalchemmis icenoglei Platnick & Ubick, 2001
- Socalchemmis idyllwild Platnick & Ubick, 2001
- Socalchemmis kastoni Platnick & Ubick, 2001
- Socalchemmis miramar Platnick & Ubick, 2001
- Socalchemmis monterey Platnick & Ubick, 2001
- Socalchemmis palomar Platnick & Ubick, 2001
- Socalchemmis prenticei Platnick & Ubick, 2001
- Socalchemmis rothi Platnick & Ubick, 2001
- Socalchemmis shantzi Platnick & Ubick, 2001
- Socalchemmis williamsi Platnick & Ubick, 2001

## Publication originale
- Platnick & Ubick, 2001 : A revision of the North American spiders of the new genus Socalchemmis (Araneae, Tengellidae). American Museum novitates, no 3339, p. 1-25 (texte intégral).